# Wurenbilige
Wurenbilige (ur. 22 lutego 1994) – chiński zapaśnik walczący w stylu wolnym. Wicemistrz halowych igrzysk azjatyckich w 2017 roku.